# Hymenoplia minuta
Hymenoplia minuta es un coleóptero de la subfamilia Melolonthinae.

## Distribución geográfica
Habita en la España peninsular.